# Radical 151
El radical 151, representado por el carácter Han 豆, es uno de los 214 radicales del diccionario de Kangxi. En mandarín estándar es llamado 豆部, (dòu bù, ‘radical «habichuela», «judía» o «frijol»’); en japonés es llamado 豆部, とうぶ (tōbu), y en coreano 두 (du).
El radical 151 aparece comúnmente en el lado izquierdo de los caracteres que clasifica (por ejemplo en 豇), aunque en algunas ocasiones puede aparecer en la parte inferior (por ejemplo, en 豈). 

## Nombres populares
- Mandarín estándar: 豆字旁, dòu zì páng, ‘radical «habichuela» en un lado’.
- Coreano: 콩두부, kong du bu, ‘radical du-habichuela’.
- Japonés:　豆（まめ）, mame, ‘habichuela’.
- En occidente: radical «habichuela».

## Galería
| Estilos antiguos                                 | Estilos antiguos                  | Estilos antiguos                        | Estilos antiguos                   | Estilos antiguos                   | Estilos empleados actualmente       | Estilos empleados actualmente  | Estilos empleados actualmente    | Estilos empleados actualmente   | Estilos empleados actualmente  |
|                                                  |                                   |                                         |                                    |                                    |                                     | 豆                             | 豆                               |                                 |                                |
| 甲骨文 jiǎgǔwén (escritura de huesos oraculares) | 金文 jīnwén (escritura de bronce) | 简帛 jiǎnbó (escritura de bambú y seda) | 篆文 zhuànwén (escritura de sello) | 篆文 zhuànwén (escritura de sello) | 隸書 lìshū (estilo de los escribas) | 楷書 kǎishū (estilo regular)   | 楷書 kǎishū (estilo regular)     | 行書 xǐngshū (estilo corriente) | 草書 cǎoshū (estilo de hierba) |
| 甲骨文 jiǎgǔwén (escritura de huesos oraculares) | 金文 jīnwén (escritura de bronce) | 简帛 jiǎnbó (escritura de bambú y seda) | 大篆 dàzhuàn (sello grande)        | 小篆 xiǎozhuàn (sello pequeño)     | 隸書 lìshū (estilo de los escribas) | 繁體／繁体 fántǐ (tradicional) | 简体／簡體 jiǎntǐ (simplificado) | 行書 xǐngshū (estilo corriente) | 草書 cǎoshū (estilo de hierba) |

## Caracteres con el radical 151
| trazos | carácter |
| ------ | -------- |
| + 0    | 豆       |
| + 3    | 豇 豈    |
| + 4    | 豉       |
| + 6    | 豊 豋    |
| + 8    | 豌 豍 豎 |
| + 10   | 豏       |
| + 11   | 豐       |
| + 13   | 豑       |
| + 18   | 豒       |
| + 20   | 豓       |
| + 21   | 豔       |